# ニュージーランドミナミアユ
ニュージーランドミナミアユ（英: New Zealand grayling、学名：Prototroctes oxyrhynchus）はミナミキュウリウオ科に属する絶滅した魚類の一種。ニュージーランドに生息していた。外見は北半球のマスやアユに似ていた。
最大で22cm程度。両側回遊性で、おそらく繁殖のために晩夏に川を遡上し、秋から冬を川で過ごし春に降海する、という生活環を持っていた。孵化した稚魚は川を下り、性成熟するまでは海で過ごした。
1860年代にはニュージーランド各地に豊富に生息していたが、1870年代にはすでに減少の懸念が持たれ、いくつかの水系から消滅したという報告が得られている。その後も減少は続き、1904年にホテルに展示されるほど珍しい存在になっていた。1920年代に捕獲され、大英博物館に送られた個体を最後に姿を消した。なお、ニュージーランドミナミアユの保護法が制定されたのは1952年のことであった。
マオリの漁業において本種は重要種であった。卵も利用された。絶滅の原因として、移入されたサケ科魚類との競合、森林伐採による川の日照増加で引き起こされた水温上昇、移民による乱獲などがあげられる。
近縁のオーストラリアミナミアユ（英: Australian grayling、学名：Prototroctes maraena）はオーストラリア南東部とタスマニア島に現生するが、危急種である。